# Walerija Alexejewna Kirdjaschewa
Walerija Alexejewna Kirdjaschewa (russisch Валерия Алексеевна Кирдяшева, wiss. Transliteration Valerija Alekseevna Kirdjaševa; * 28. November 2000 in Busuluk, Russland) ist eine russische Handballspielerin, die für den rumänischen Erstligisten CS Gloria Bistrița-Năsăud aufläuft.

## Karriere

### Im Verein
Kirdjaschewa wurde in Busuluk geboren. Etwa ein Jahr nach ihrer Geburt zogen ihre Eltern nach Toljatti. Nachdem Kirdjaschewa anfangs beim Gesellschaftstanz war, kam sie im Alter von zehn Jahren zum Handball. Im Jugendbereich gewann sie mehrfach die russische Meisterschaft. Im Jahr 2018 gewann die Rückraumspielerin die russische U18-Meisterschaft. Im selben Jahr errang sie mit der 2. Mannschaft von GK Lada Toljatti die russische U-20-Meisterschaft. Seit der Saison 2018/19 gehört sie dem Kader der 1. Mannschaft von Lada Toljatti an. Mit dieser Mannschaft wurde Kirdjaschewa 2019 und 2020 russische Vizemeisterin sowie 2019 russische Vizepokalsiegerin. Von ihrem damaligen Vereinstrainer Alexei Alexejew wurde sie vorrangig im Angriff eingesetzt. Im Sommer 2023 wechselte sie zum Ligakonkurrenten GK Rostow am Don. Zur Saison 2024/25 stand ein Wechsel zum montenegrinischen Erstligisten ŽRK Budućnost Podgorica fest. Nachdem im Sommer 2024 sich der Hauptsponsor von ŽRK Budućnost Podgorica zurückgezogen hatte und der Verein in finanzielle Schwierigkeiten geraten war, schloss sie sich dem rumänischen Erstligisten CS Gloria Bistrița-Năsăud an. Zur Saison 2025/26 wird sie sich dem Ligakonkurrenten HC Dunărea Brăila anschließen.

### In Auswahlmannschaften
Kirdjaschewa lief anfangs für die russische Jugendnationalmannschaft auf. Mit dieser Auswahlmannschaft nahm sie an der U-18-Weltmeisterschaft 2018 teil und gewann dort die Goldmedaille. Kirdjaschewa erzielte insgesamt 40 Treffer und wurde in das All-Star-Team berufen. Mit der russischen Juniorinnennationalmannschaft lief sie bei der U-19-Europameisterschaft 2019 auf. Dort unterlag sie im kleinen Finale mit 26:29 gegen die norwegische Auswahl. In diesem Spiel erzielte Kirdjaschewa neun ihrer 24 Turniertreffer und wurde zum „Player of the Match“ gekürt. Am 20. März 2021 bestritt Kirdjaschewa ihr Länderspieldebüt für die russische Nationalmannschaft gegen Kasachstan, in dem sie ein Tor warf.